# NGC 3499
NGC 3499 este o galaxie lenticulară situată în constelația Ursa Mare. A fost descoperită în 17 aprilie 1789 de către William Herschel. Se află la o distanță de 26,4 de megaparseci de Pământ.